# Seehof BE
| BE ist das Kürzel für den Kanton Bern in der Schweiz. Es wird verwendet, um Verwechslungen mit anderen Einträgen des Namens Seehof zu vermeiden. |

Seehof ist eine Einwohnergemeinde im Verwaltungskreis Berner Jura des schweizerischen Kantons Bern. Früher führte die Gemeinde den französischen Namen Elay.

## Geographie
Seehof liegt auf 752 m ü. M., 11 km ostnordöstlich des Orts Moutier (Luftlinie). Die Streusiedlung liegt im engen Tal des Baches Gabiare, im Bereich des Kettenjuras.
Die Fläche des 8,42 km² grossen Gemeindegebiets umfasst das Quellgebiet des Baches Gabiare, der Seehof zum Scheltenbach (französisch La Scheulte) entwässert. Der Gabiare bildet im Tal einen winzig kleinen See, der dem Ort seinen Namen gab. Im Norden reicht das Gebiet an den Südhang des Schönenbergs (bis 1094 m ü. M.), und in einem schmalen Zipfel nach Nordosten über den Hüsligraben bis an den Westhang des Stierenberges (bis 1140 m ü. M.). Die südliche Grenze verläuft auf dem Jurakamm, der das Tal des Gabiare von demjenigen der Dünnern trennt. Der höchste Punkt von Seehof wird hier auf dem Cholberg (1196 m ü. M.) erreicht, südwestlich davon liegen der Brandberg (1182 m ü. M.) und der Harzer (1144 m ü. M.). In die Nordflanke dieser Kette sind zwei tiefe Erosionstäler eingegraben, der Rohrgraben und der Bächlengraben. Im äussersten Westen reicht das Gemeindegebiet bis an den Hang des Mont Raimeux. Von der Gemeindefläche entfielen 1997 3 % auf Siedlungen, 64 % auf Wald und Gehölze, 32 % auf Landwirtschaft, und etwas weniger als 1 % war unproduktives Land.
Die Gemeinde Seehof besteht aus den Weilern Bächlen (723 m ü. M.) am Passübergang ins Grand Val nach Moutier, Gross- (752 m ü. M.) und Kleinkarlisberg (744 m ü. M.) und Stägen (817 m ü. M.) jeweils im Talboden des Gabiare, ferner gehören zahlreiche Einzelhöfe dazu. Nachbargemeinden von Seehof sind Corcelles im Kanton Bern, Vermes (Gemeinde Val Terbi) im Kanton Jura sowie Aedermannsdorf, Herbetswil und Welschenrohr-Gänsbrunnen im Kanton Solothurn. An einem Punkt berührt die Gemeindegrenze von Seehof auch das Gebiet der Berner Gemeinde Schelten.

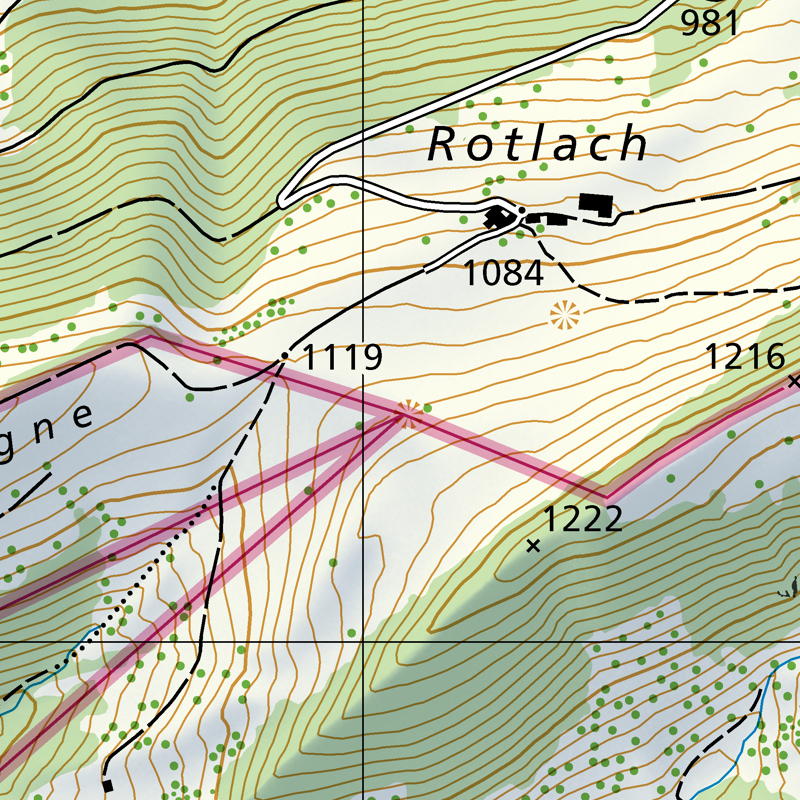
Dreikantonseck und Punktverbindung zu Schelten (Nord) mit dem Kanton Jura (WSW), dem Kanton Solothurn (Südosten) und Seehof im Südwesten

## Bevölkerung
Mit 66 Einwohnern (Stand 31. Dezember 2023) ist Seehof die drittkleinste Gemeinde des Berner Juras (nach Rebévelier und Schelten). Von den Bewohnern sind 91,1 % deutschsprachig und 8,9 % französischsprachig (Stand 2000). Die Bevölkerungszahl von Seehof belief sich 1850 auf 202 Einwohner, 1900 nur noch auf 126 Einwohner. Seither pendelt die Einwohnerzahl stets im Bereich zwischen 70 und 140 Personen.
| Jahr      | 1850 | 1880 | 1888 | 1900 | 1910 | 1920 | 1930 | 1941 | 1950 | 1960 |
| --------- | ---- | ---- | ---- | ---- | ---- | ---- | ---- | ---- | ---- | ---- |
| Einwohner | 202  | 141  | 136  | 126  | 125  | 113  | 140  | 137  | 99   | 102  |
|           |      |      |      |      |      |      |      |      |      |      |
| Jahr      | 1970 | 1980 | 1990 | 2000 | 2010 | 2014 | 2020 | 2021 | 2022 | 2023 |
| Einwohner | 86   | 71   | 73   | 79   | 69   | 68   | 56   | 66   | 71   | 66   |

## Politik
Bei den Nationalratswahlen 2023 betrugen die Wähleranteile in Seehof  (in Klammern die Veränderung im Vergleich zu den Wahlen 2019 in Prozentpunkten): SVP 58,85 % (−16,15), SP 17,88 % (+16,97), EDU 7,64 % (+7,27), EVP 5,96 % (+4,15), Grüne 4,47 % (−0,78), FDP 0,37 % (+0,37), SD 0,37 % (+0,37), Mitte 0,19 % (−2,89), glp 0,00 % (−0,36), PdA/Sol. 0,00 (−0,18).

## Wirtschaft
Seehof lebt von der Landwirtschaft, wobei Milchwirtschaft und Viehzucht überwiegen. Ausserhalb des primären Sektors gibt es kaum Arbeitsplätze im Dorf.

## Verkehr
Die Gemeinde gehört zu den abgelegensten Orten des nördlichen Juras. Seehof ist durch eine Stichstrasse zu erreichen, die von der schmalen Kantonsstrasse zwischen Corcelles und Vermes abzweigt. Einige Höfe (Gross- und Klein-Probstenberg) sind hingegen über eine Strasse aus Welschenrohr zu erreichen. Seehof ist nicht an das Netz des öffentlichen Verkehrs angeschlossen, ungefähr 6 Kilometer entfernt in Corcelles befindet sich der nächste Bahnhof  entlang der Bahnstrecke Solothurn–Moutier.

## Geschichte
Seehof unterstand bis Ende des 18. Jahrhunderts der Propstei Moutier-Grandval. Von 1797 bis 1815 gehörte Seehof zu Frankreich und war anfangs Teil des Département Mont-Terrible, das 1800 mit dem Département Haut-Rhin verbunden wurde. Durch den Entscheid des Wiener Kongresses kam der Ort 1815 an den Kanton Bern, der ihn dem Amtsbezirk Moutier zuteilte. Seit 1913 wird offiziell die deutsche Variante des Ortsnamens gebraucht.